# Italienische Volleyballnationalmannschaft der Frauen
Die italienische Volleyballnationalmannschaft der Frauen ist eine Auswahl der besten italienischen Spielerinnen, die die FIPAV (Federazione Italiana Pallavolo) bei internationalen Turnieren und Länderspielen repräsentiert.

## Geschichte

### Weltmeisterschaften
Italien nahm 1978 erstmals an einer Volleyball-Weltmeisterschaft teil und schied in der Vorrunde aus. Auch vier Jahre später war das Turnier nach der ersten Gruppenphase beendet. Bei der WM 1986 kamen die Italienerinnen erstmals in die Top Ten. 1990 und 1994 kamen sie erneut nicht über die Vorrunde hinaus. Beim Turnier 1998 verbesserten sie sich auf den fünften Platz. 2002 in Deutschland wurden sie im Finale gegen die USA erstmals Weltmeister. Bei der WM 2006 belegten sie den vierten Platz und 2010 wurden sie Fünfter. Bei WM 2014 im eigenen Land verpassten sie mit einer Niederlage gegen Brasilien knapp die Medaillenränge. 2018 in Japan erreichten sie ihr zweites WM-Finale, mussten sich aber Serbien geschlagen geben. 2022 holten sie die Bronzemedaille.

### Olympische Spiele
Italien war bei den Olympischen Spielen 2000 zum ersten Mal dabei und wurde Neunter. Beim Turnier 2004 unterlagen die Italienerinnen im Viertelfinale gegen Kuba. 2008 in Peking kamen sie ebenfalls ins Viertelfinale, das sie diesmal gegen den späteren Finalisten USA verloren. 2012 in London schieden sie in der gleichen Runde gegen Südkorea aus. Das Turnier 2016 endete für sie bereits in der Vorrunde. Bei den 2021 ausgetragenen Olympischen Spielen in Tokio scheiterte Italien im Viertelfinale. 2024 in Paris holten sie zum ersten Mal die Goldmedaille.

### Europameisterschaften

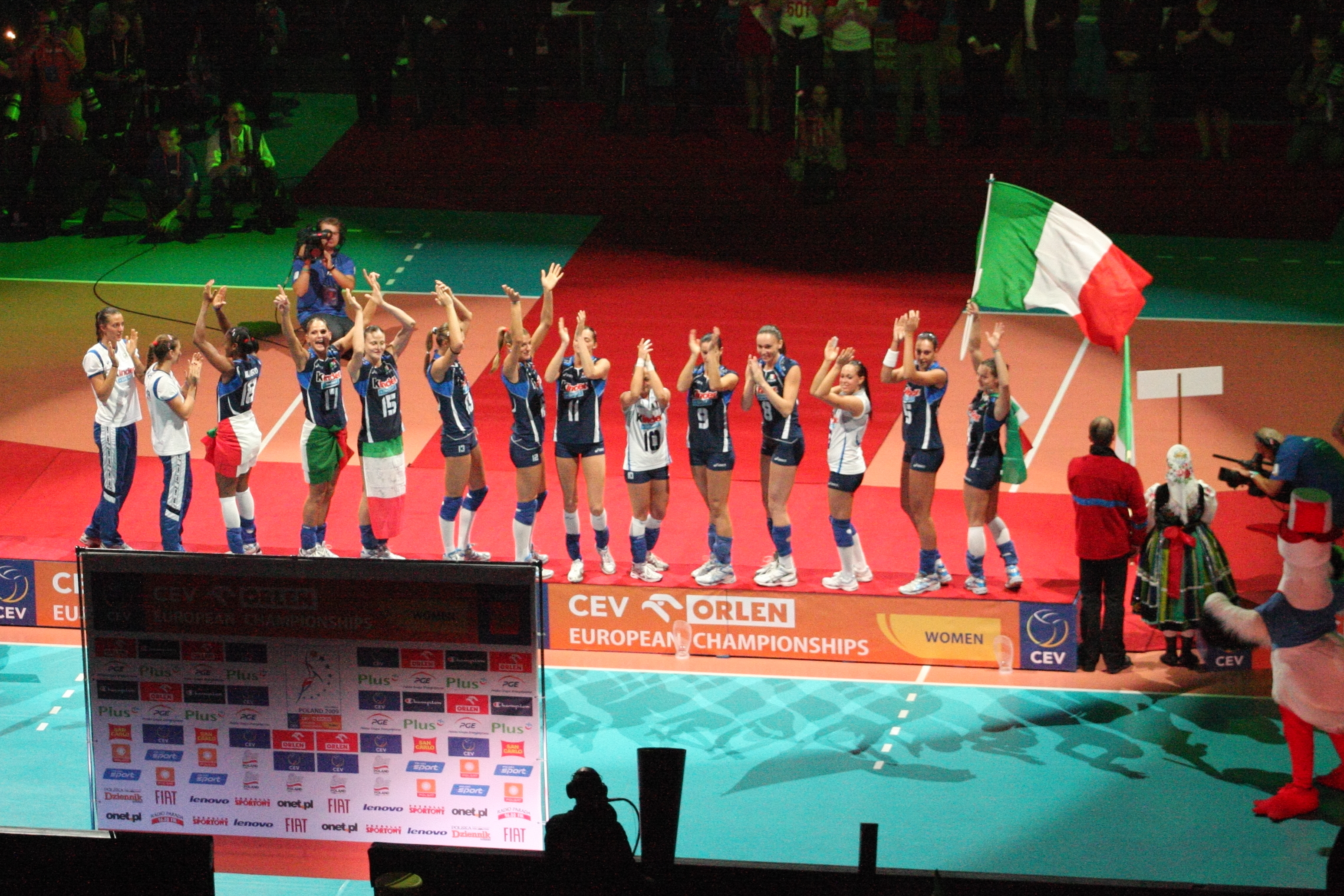
Siegerehrung bei der Europameisterschaft 2009

Bei der ersten Teilnahme an einer Volleyball-Europameisterschaft kamen die Italienerinnen 1951 nicht über den sechsten und letzten Platz hinaus. Danach fehlten sie dreimal. 1967 gab es einen elften Platz und vier Jahre später wurden die Italienerinnen im eigenen Land Achter. Nach dem neunten Platz 1975 und dem elften Rang 1977 verpassten sie eine weitere EM. Bei den Turnieren 1981 bis 1985 steigerten sie sich vom achten auf den fünften Platz, bevor sie 1987 Sechster wurden. 1989 gewannen sie die Bronzemedaille und zwei Jahre später verloren sie das Spiel um den dritten Platz gegen die deutsche Mannschaft. Darauf folgten ein weiterer vierter und zwei sechste Ränge. Als die EM 1999 wieder mal in Italien stattfand, wurden die Gastgeber erneut Dritter. Bei der EM 2001 standen sie zum ersten Mal im Finale, das sie gegen Russland verloren. Nach einem sechsten Rang 2003 erreichten sie 2005 erneut das Endspiel, in dem sie Polen unterlagen. Beim Turnier 2007 wurde Italien durch einen Finalsieg gegen Serbien erstmals Europameister. 2009 gelang ihnen die Titelverteidigung gegen die Niederlande. 2011 kamen sie als Gastgeber auf den vierten Platz. Mit den Plätzen sechs, sieben und fünf folgten bei den nächsten drei Turnieren etwas schlechtere Ergebnisse. Bei der EM 2019 setzten sich die Italienerinnen im Spiel um den dritten Platz gegen Polen durch. 2021 konnten sie im Finale gegen den Titelverteidiger Serbien ihre dritte EM gewinnen.

### World Cup
Die Italienerinnen 1999 zum ersten Mal am World Cup teil und erreichten den siebten Platz. 2003 kamen sie auf den vierten Rang. Das Turnier 2007 gewannen sie im Finale gegen Brasilien. 2011 gelang ihnen mit einem Sieg gegen die USA die Titelverteidigung. Am World Cup 2015 und 2019 nahm Italien nicht teil.

### Nations League
In der Nations League 2018 verpasste Italien als Sechster der Vorrunde knapp den Einzug in die Finalrunde. Beim Turnier 2019 verloren sie beide Spiele in der Finalrunde. 2021 im eigenen Land haben sie als Zwölfter in der Vorrunde die Finalrunde deutlich verpasst. Beim Turnier 2022 gewann Italien erstmals die Nations League nach einem Finalsieg über Brasilien. 2024 und 2025 wiederholten sie diesen Triumph.

### World Grand Prix

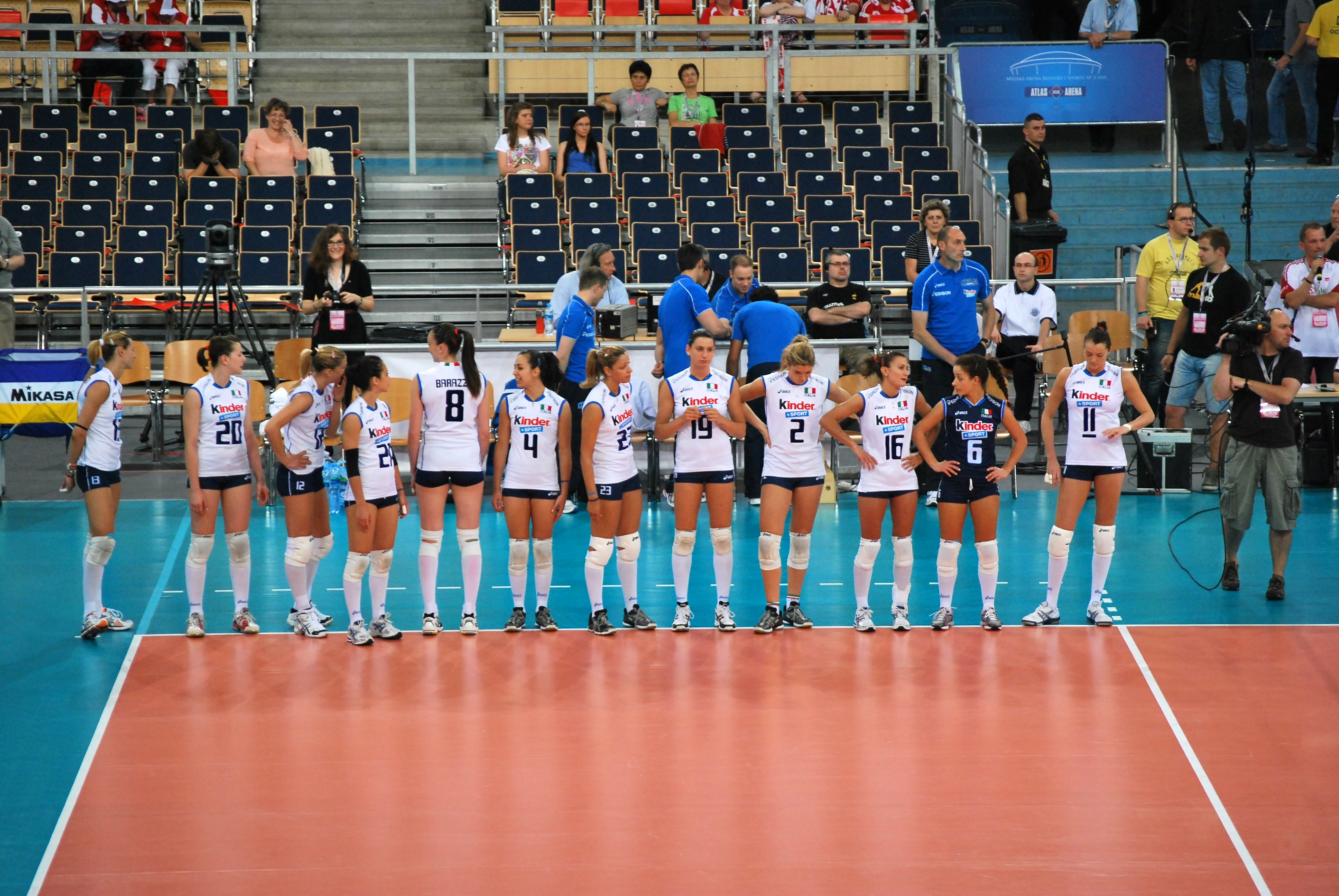
Die Italienerinnen beim Grand Prix 2012

Bei der ersten Teilnahme wurde Italien beim World Grand Prix 1994 Achter. 1997 kehrten die Italienerinnen nach zwei Jahren Pause zurück und wurden Siebter. Anschließend steigerten sie sich mit den Plätzen fünf und vier, bevor sie 2000 wieder auf den siebten Rang kamen. Danach fehlten sie wieder zwei Jahre. 2003 erreichten sie als Gastgeber den fünften Rang. 2004 und 2005 verloren sie jeweils das Endspiel gegen Brasilien. In den nächsten drei Jahren wurden sie jeweils Dritter, ebenso wie nach einem Jahr Pause beim Turnier 2010. Nach einem siebten Platz 2011 kamen sie in den folgenden Jahren abwechselnd auf den zehnten und fünften Rang, bevor sie 2016 Achter wurden. Bei der letzten Ausgabe des Wettbewerbs verloren sie 2017 ein weiteres Endspiel gegen Brasilien.

## Auszeichnungen
Die italienische Sportzeitung Gazzetta dello Sport wählte die Nationalmannschaft der Frauen in den Jahren 2002, 2009 und 2018 zu „Italiens Mannschaft des Jahres“.